# Edmund Pohlens

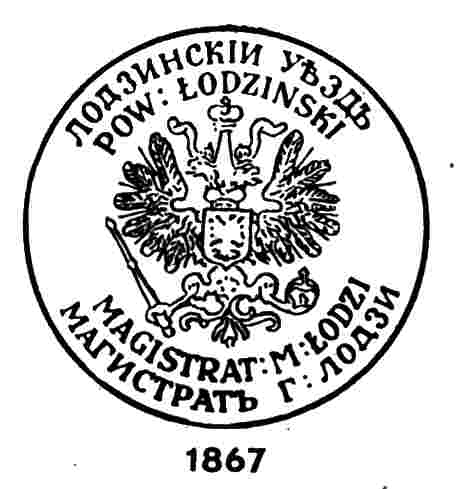
Pieczęć Łodzi z 1867 roku

Edmund Pohlens (ur. 1830) – oficer armii rosyjskiej, prezydent Łodzi w latach 1865–1869.
Pochodził z Płocka z rodziny protestanckiej pochodzenia szlacheckiego (herbu własnego). 6 marca 1865 objął rządy w Łodzi po Andrzeju Rosickim.
Za jego kadencji wprowadzono w Łodzi język rosyjski jako wyłączny język urzędowy, a na ulicach miasta pojawiły się dwujęzyczne tablice – polskie i rosyjskie. Wprowadzono też nową dwujęzyczną pieczęć łódzkiego magistratu. Miasto zyskało połączenie z koleją warszawsko-wiedeńską poprzez wybudowanie linii kolejową łączącą Łódź z Koluszkami (między wrześniem a listopadem 1865 roku). Powstał dworzec kolejowy Łódź Fabryczna. W 1867 roku rozpoczął budowę gazowni, dzięki czemu dwa lata później założono uliczne lampy gazowe. Nadano ulicom przecinającym ulicę Piotrkowską odrębne nazwy.
Edmund Pohlens był prezydentem Łodzi do 27 grudnia 1869 roku, a następnie pracował w Ministerstwie Skarbu w Warszawie.

## Życie prywatne
Jego bratem był Edward Pohlens (1819-1862), znawca leśnictwa, inspektor leśny Królestwa Polskiego, a jego szwagrem Zachariasz książę Kieński, generał rosyjski.

## Odznaczenia
- Order św. Anny 3 klasy,
- Order św. Stanisława 3 klasy z mieczami i kokardami,
- Order św. Anny 4 klasy z napisem „za waleczność”,
- Srebrny medal za obronę Sewastopola,
- Brązowy medal z lat 1853–1856[5].